# Strande
Strande è un comune di 1 511 abitanti dello Schleswig-Holstein  in Germania.
Appartiene al circondario (Kreis) di Rendsburg-Eckernförde (targa RD) ed è parte della comunità amministrativa (Amt) di Dänischenhagen.